# Musikdownload
Musikdownload eller digitalt download er en digital overførsel af musik via internettet til en enhed, der er i stand til at afkode og afspille musikken, såsom en computer, MP4-afspiller eller smartphone. Udtrykket omfatter både legal download og download af piratkopiering af copyrightbeskyttet materiale. Ifølge en rapport fra Nielsen stod downloadet musik for 55,9 % af alt musiksalg i USA i 2012. I januar 2011 havde Apples iTunes Store en omsætning på $1,1 mia. i det første kvartal i finansåret.